# Попешть (комуна, Ясси)
Попешть, Попешті (рум. Popești) — комуна у повіті Ясси в Румунії. До складу комуни входять такі села (дані про населення за 2002 рік):
- Вама (118 осіб)
- Дорошкань (724 особи)
- Обріжень (331 особа)
- Педурень (89 осіб)
- Попешть (1979 осіб)
- Херпешешть (893 особи)

Комуна розташована на відстані 314 км на північ від Бухареста, 26 км на захід від Ясс.

## Населення
За даними перепису населення 2002 року у комуні проживали 4134 особи. Усі жителі комуни рідною мовою назвали румунську.
Національний склад населення комуни:
| Національність   | Кількість осіб | Відсоток |
| ---------------- | -------------- | -------- |
| румуни           | 4133           | > 99,9%  |
| росіяни-липовани | 1              | < 0,1%   |

Склад населення комуни за віросповіданням:
| Релігія       | Кількість осіб | Відсоток |
| ------------- | -------------- | -------- |
| православні   | 4129           | 99,9%    |
| римо-католики | 4              | 0,1%     |
| адвентисти    | 1              | < 0,1%   |

## Зовнішні посилання
- Дані про комуну Попешть на сайті Ghidul Primăriilor